# Celulase
Celulase refere-se a uma classe de enzimas produzidas essencialmente por fungos, bactérias e protozoários que são encontrados no rúmen de ruminantes e no trato digestivo de termitas ou cupins, que catalisam a hidrólise da celulose. 
No entanto, existem outras celulases produzidas por outros tipos de organismos, como plantas e animais. Conhecem-se diversos tipos de celulases, que diferem quer na sua estrutura quer no seu mecanismo de ação. Existem 3 tipos de celulases: endoglucanase, exoglucanase e beta-glicosidase. Elas atuam de forma sinergética, onde o produto de uma enzima será o substrato de outra. 